# Christian Nill
Christian Nill (* 13. Juni 1956 in Tübingen; † 24. Juni 2019 in Ulm) war ein deutscher Polizeibeamter und seit 2014 Polizeipräsident am Polizeipräsidium Ulm.  

## Leben
Christian Nill wurde im Juni 1956 in Tübingen geboren. Nach dem Wehrdienst studierte er zunächst Elektrotechnik, bis er sich für eine Laufbahn bei der Polizei entschied.
Als Polizeimeister nahm er 1978 bei der Bereitschaftspolizei in Biberach den Polizeidienst der Landespolizei von Baden-Württemberg im mittleren Dienst auf. Nach dem Besuch der Hochschule für Polizei Baden-Württemberg, an der er 1984 den Abschluss Bachelor of Business Administration (BBA) in Polizeiwissenschaft erwarb, stieg er in den gehobenen Polizeivollzugsdienst auf. Von 1991 bis 1993 studierte Nill an der Deutschen Hochschule der Polizei in Münster-Hiltrup Polizeiwissenschaften und stieg 1993 in den höheren Dienst auf. Von 1995 bis 2000 leitete er die Schutzpolizei in Ulm. In der Folge war er unter anderem als Referent beim baden-württembergischen Innenministerium tätig. Im Jahr 2004 kehrte er nach Ulm zurück und war bis 2007 Leiter der damaligen Polizeidirektion Ulm.
Von 2007 bis 2010 war Nill erneut in Stuttgart beim Innenministerium als Gesamtverantwortlicher für die Einführung des landesweiten Digitalfunks für die Polizei, Feuerwehr und Rettungskräfte (BOS-Digitalfunk) tätig. Im November 2010 wurde er zum Leiter der Landespolizeidirektion I in Stuttgart ernannt, die im Zuge der Verwaltungsreform 2005 als Abteilung 6 in das Regierungspräsidium Stuttgart eingegliedert worden war. 
Mit Inkrafttreten der Polizeistrukturreform zum 1. Januar 2014 wurde Nills Dienststelle beim Regierungspräsidium Stuttgart aufgelöst, und er wurde zum ersten Polizeipräsidenten des neu geschaffenen Polizeipräsidiums Ulm ernannt.
Wenige Tage nach Vollendung seines 63. Lebensjahres erlag Christian Nill am 24. Juni 2019 überraschend seinem Krebsleiden. Zum 1. August 2019 wäre er in den Ruhestand eingetreten. Christian Nill war verheiratet und Vater von zwei erwachsenen Kindern.